# Dušan Biber
Dušan Biber, slovenski zgodovinar, * 25. maj 1926, Ljubljana, † februar 2020.

## Življenje in delo
Z narodnoosvobodilnim gibanjem je sodeloval od 1941, bil aretiran in bil med leti 1942/1943 interniran v koncentracijskih taboriščih Gonars in Monigo. Po kapitulaciji Italije pa se je pridružil Narodnoosvobodilni vojski in partizanskim odredom Jugoslavije, kjer je bil vojni dopisnik, propagandist v raznih brigadah ter v Bazi Glavnega štaba NOV in POJ v Biogradu na Moru. Po koncu vojne je delal kot poročevalec in urednik ter svobodni novinar pri časopisih Kmečki glas in Ljudska pravica. Leta 1957 je diplomiral iz zgodovine na ljubljanski Filozofski fakulteti, kjer je leta 1964 tudi doktoriral z disertacijo o nemški manjšini v Kraljevini Jugoslaviji.
Biber se je od 1958 ukvarja s preučevanjem mednarodnega položaja Jugoslavije pred, med in po 2. svetovni vojni. Kot raziskovalec se je zaposlil na Inštitutu družbenih ved in Inštitutu za sodobno zgodovino v Beogradu, leta 1974 pa je postal znanstveni svetnik na Inštitutu za zgodovino delavskega gibanja v Ljubljani. S pomočjo UNESCOve in Fordove štipendije je pregledoval arhivsko gradivo v Nemčiji, Švici, Združenem kraljestvu in Združenih državah Amerike in postal najboljši jugoslovanski poznavalec britanskih virov za novejšo jugoslovansko zgodovino. V letih 1984–91 je bil predsednik jugoslovanskega komiteja za zgodovino 2. svetovne vojne, pa tudi podpredsednik Mednarodnega komiteja za zgodovino 2. svetovne vojne.